# 科迪亚克恐龙
科迪亚克恐龙（英文：Kodiak Dinosaur）是指1969年在美国阿拉斯加州科迪亚克岛附近海域由声纳探测到的不明生物。

## 历史
1969年，65英尺长的渔船Mylark号在科迪亚克岛-舍利科夫海峡附近的拉斯伯里岛海域捕捞渔获。在此期间，用于探测、跟踪鱼群的船只声纳装置Simrad EH2A探测到船只下方330英尺处有一只长150-180英尺（45.7米-54.9米）、有着长脖子、二对鳍状肢以及细长尾巴的动物。由于这只动物过于庞大与怪异，船员们无法判断是何种生物，便称其为“恐龙”。

## 理论与研究
美国生物学家与神秘动物学家罗伊·麦考尔认为科迪亚克恐龙是一种古代鲸类，比如龙王鲸，而怀疑论者则认为只是普通鲸鱼。生物学家与神秘动物学家伊万·桑德森曾设法获取一张声纳数据的副本，他向Simrad设备制造商、挪威西姆拉德（Simrad）公司美国子公司Supervisors Incorporated公司询问他们对于声纳数据的看法，但对方只是含糊其辞的表示声纳探测到不明生物存在很多因素，他们无法给出肯定的答案。桑德森对此认为对方之所以不愿正面回应的原因在于科学界并不承认海怪的存在，他们不希望自己制造的设备被科学家质疑存在缺陷，这会影响公司的声誉。